# Öldzít járás (Közép-Góbi)
Öldzít járás (mongol nyelven: Өлзийт сум) Mongólia Közép-Góbi tartományának egyik járása. Területe 15 400 km². Népessége kb. 2900 fő.
A tartomány legnagyobb járása. Székhelye, Rasánt (Рашаант) 98 km-re délre fekszik Mandalgobi tartományi székhelytől.